# National Stock Exchange of India
National Stock Exchange (NSE) (hindi:राष्ट्रीय शेअर बाज़ार Rashtriya Śhare Bāzaār) er en børs i Mumbai, Maharashtra, Indien. NSE har en markedsværdi på omkring 985 mia. USD og over 1.640 noterede selskaber pr. december 2011. NSE er, til trods for at der findes en række andre børser i Indien, sammen med Bombay Stock Exchange de to væsentligste børser i Indien. NSE's hovedindeks er S&P CNX Nifty, kendt som NSE NIFTY (National Stock Exchange Fifty), det er et aktieindeks med 50 væsentlige aktier, som er vægtet efter markedsværdi.
NSE er ejet af en række ledende finansielle institutioner, banker, forsikringsvirksomheder og øvrige finansielle sværvægtere, men styres af separate enheder. Der er minimum to udenlandske investorer der har andel i NSE, det er NYSE Euronext og Goldman Sachs.

## Historie
National Stock Exchange of India blev skabt af ledende finansielle institutioner på befaling af Indiens regering og i november 1992 blev det et skattepligtigt selskab. I april 1993, blev virksomheden godkendt som en børs underlagt Securities Contracts (Regulation) Act fra 1956. NSE begyndte aktiver på Wholesale Debt Markedet (WDM) i Juni 1994. Kapitalmarkedet med bl.a. aktiehandel åbnede i november 1994, mens derivat-markedet åbnede i 2000.

## Markeder
NSE beskæftiger sig med følgende områder:
- Equity
- Futures and options
- Retail debt market
- Wholesale debt market
- Currency futures
- Mutual fund
- Stocks lending and borrowing